# 센다가야역
센다가야역(일본어: 千駄ケ谷駅, せんだがやえき 센다가야에키[*])은 일본 도쿄도 시부야구에 있는 철도역이다.

## 타는 곳
| 1 | ■ 주오 · 소부 선 각역정차 | 오차노미즈 · 아키하바라 · 후나바시 · 지바 방면 도쿄 방면 (아침 · 심야 일부) |
| 2 | ■ 주오 · 소부 선 각역정차 | 신주쿠 · 나카노 · 기치조지 · 미타카 다카오 (아침 · 심야 일부)               |

## 역세권 정보
- 도쿄 도영 지하철 오에도 선 국립경기장역 (환승역)
- 메이지 진구 구장
- 수도고속도로 4호선 신주쿠 선 가이엔 나들목

## 승차량 변동
| 회사      | 승차량 | 승차량 | 승차량 | 승차량 | 승차량 | 승차량 | 승차량 | 승차량 | 비고    |
| 회사      | 1992년 | 1993년 | 1994년 | 1995년 | 1996년 | 1997년 | 1998년 | 1999년 | 비고    |
| --------- | ------ | ------ | ------ | ------ | ------ | ------ | ------ | ------ | ------- |
| JR 동일본 | 29084  | 28865  | 27794  | 27142  | 25800  | 25313  | 24463  | 23989  | [ * 1 ] |
| 회사      | 2000년 | 2001년 | 2002년 | 2003년 | 2004년 | 2005년 | 2006년 | 2007년 | [ * 1 ] |
| JR 동일본 | 23123  | 22698  | 23021  | 22569  | 22418  | 22213  | 21991  | 22605  | [ * 1 ] |

1. ↑  도쿄 도 통계서 1992~2007

## 역사
- 1904년 8월 21일: 영업 개시.

## 인접역
| 동일본 여객철도 주오 본선  | 동일본 여객철도 주오 본선 | 동일본 여객철도 주오 본선 |
| -------------------------- | ------------------------- | ------------------------- |
| JB 13 시나노마치 지바 방면 | 주오 · 소부 선 각역정차   | JB 11 요요기 미타카 방면  |